# Boston College Eagles

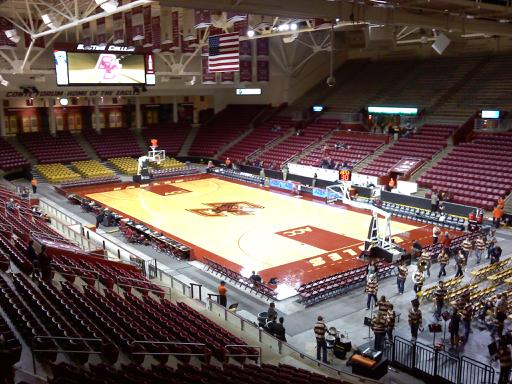
La cancha de baloncesto en Conte Fórum.

Boston College Eagles (español: Águilas del Colegio de Boston) es el nombre de los equipos deportivos de Boston College, universidad situada en Chestnut Hill, en el estado de Massachusetts. Los equipos de los Eagles participan en las competiciones universitarias organizadas por la NCAA, y forma parte de la Atlantic Coast Conference, excepto el equipo de hockey sobre hielo, que compite en la Hockey East y el de remo, que lo hace en la Eastern Association of Women's Rowing Colleges. En Vela, deporte que no se practica en la NCAA, compite en la ICSA, en la conferencia Middle Atlantic Intercollegiate Sailing Association.

## Apodo y mascota
El sobrenombre de Eagles (águilas) es muy común en Estados Unidos, formando parte de toda su simbología, y Boston College lo adoptó como apodo, al pertenecer a uno de los 13 estados que firmaron la Declaración de Independencia de los Estados Unidos. Su mascota es Baldwin the Eagle, nombre que proviene de bald (calva), en referencia a la especie del águila calva, y de la palabra win ( victoria, triunfo).
Los colores de la universidad son el granate y el dorado, mientras que el himno deportivo fue compuesto por un alumno de la promoción de 1885.

## Equipos
Los Hoyas tienen 29 equipos oficiales:
| - Masculino - Baloncesto - Fútbol - Golf - Natación y saltos - Tenis - Cross - Atletismo - Esgrima - Vela - Esquí - Hockey sobre hielo - Béisbol - Fútbol Americano | - Femenino - Baloncesto - Fútbol - Golf - Natación y saltos - Tenis - Cross - Atletismo - Esgrima - Vela - Esquí - Hockey sobre hielo - Sófbol - Hockey sobre hierba - Remo - Voleibol - Lacrosse |

## Baloncesto
El equipo masculino de baloncesto fue creado en el año 1904, mientras que el femenino no lo fue hasta 1973. Disputan sus partidos en el Conte Forum, un pabellón inaugurado en 1988, y que también es utilizado para el hockey sobre hielo. Tiene una capacidad para 8.606 espectadores. A lo largo de su historia tan solo han ganado en 4 ocasiones la temporada regular de la ACC, y en otras dos el Campeonato de la conferencia, en 1997 y 2001. Por su banquillo han pasado entrenadores de la fama de Bob Cousy o Chuck Daly.

## Fútbol americano

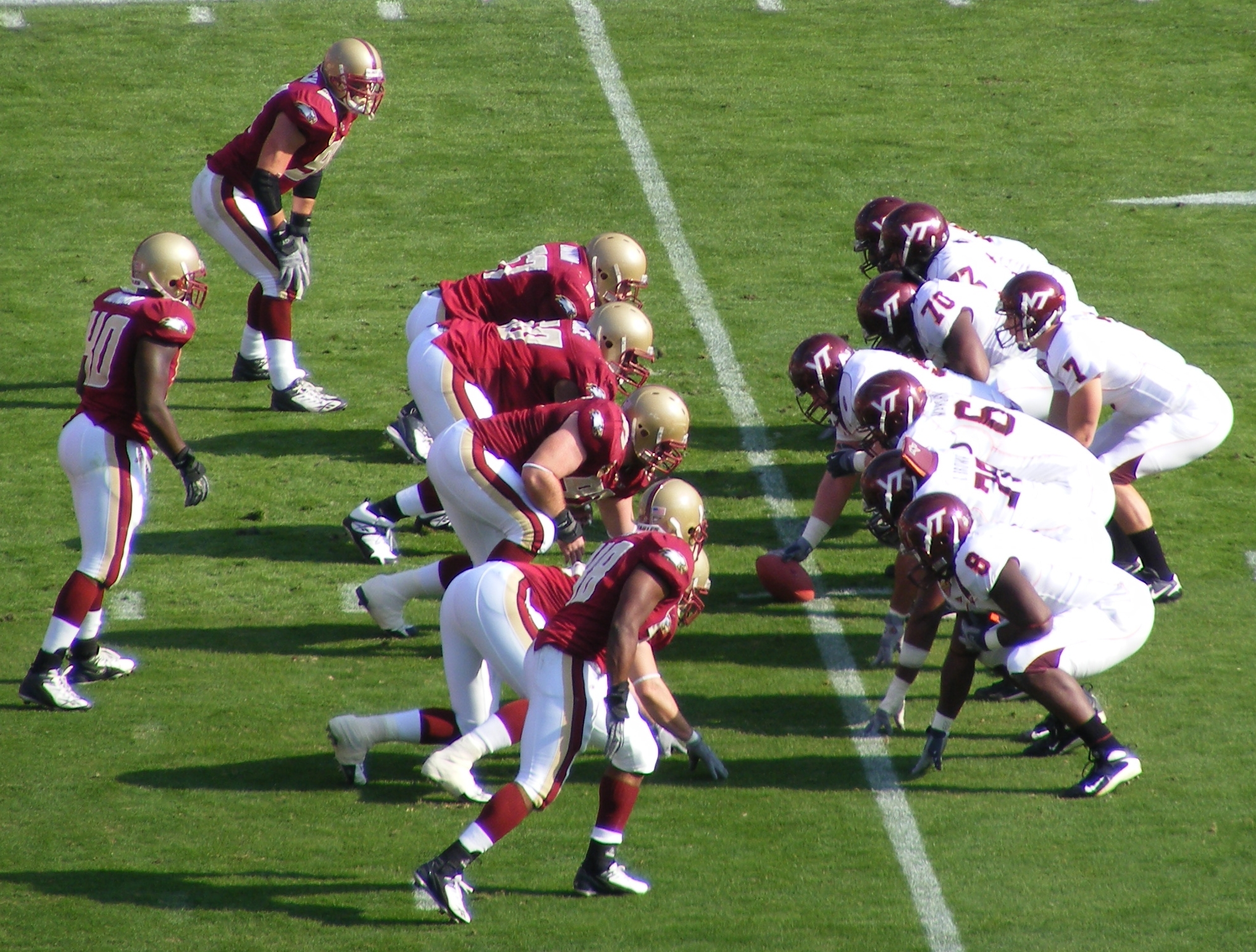
Partido de fútbol americano contra Virginia Tech.

Los orígenes del equipo de fútbol americano datan de 1893, y es el deporte más popular de la universidad. A lo largo de su historia han ganado en una ocasión el campeonato nacional, en 1940, aunque la NCAA no reconoce dicho campeonato, debido a lo peculiar del sistema americano de atribuir el campeonato universitario en este deporte.
Han participado en 23 bowls, ganando en 13 ocasiones, destacando sus victorias en la Cotton Bowl en 1984 y en la Sugar Bowl de 1940.
Al haber solamente dos universidades católicas en la Football Bowl Subdivision (FBS), Boston College y Notre Dame, el partido que disputan contra Notre Dame Fighting Irish se denomina periodísticamente la guerra santa.

## Hockey sobre hielo
El equipo de hockey sobre hielo masculino es el que más alegrías ha dado a los alumnos del Boston College, ya que han conseguido el título nacional en cuatro ocasiones, en 1949, 2001, 2008 y 2010. Además, han sido campeones de su conferencia, la Hockey East en otras 9 temporadas, y de la ECAC en otras 2.

## Vela
Han ganado en 3 ocasiones (2008, 2010 y 2011) el Trofeo Leonard M. Fowle.